# Влада Украјине
Кабинет министара Украјине (укр. Кабінет Міністрів України) или Влада Украјине (укр. Уряд України) је највиши орган државне извршне власти у Украјини. Шеф владе је премијер. Актуелни премијер Украјине од 4. марта 2020. године је Денис Шмигаљ.